# Сръбско военно гробище (Добровени)
Сръбското военно гробище в Добровени е създадено по време на Първата световна война и се намира в двора на църквата „Свети Димитър“.
До селските гробища в двора на църквата се намира сръбско военно гробище. По време на Първата световна война в село Добровени е разположена военна болница, така че загиналите войници са погребвани на различни места край селото. След края на войната гробовете са преместени на сегашното им място и така е създадено гробището.